# Andrea Datzman
Andrea Datzman es una compositora de bandas sonoras y directora musical estadounidense.

## Carrera
En 2010 debuta como compositora de banda sonora para la serie Undercovers de J.J. Abrams y Josh Reims.
En 2021 realiza su trabajo como compositora de la miniserie Dugs Days de Bob Peterson.
En 2024 realiza la composición de la banda sonora de la película Inside Out 2 con la producción musical de Michael Giacchino.

## Filmografía

### Como compositora
| Año  | Título                     | Notas       |
| ---- | -------------------------- | ----------- |
| 2010 | Undercovers                |             |
| 2012 | Alcatraz                   |             |
| 2014 | Toy Story That Time Forgot |             |
| 2018 | Star Trek: Short Treks     |             |
| 2019 | Star Trek: Ask Not         |             |
| 2021 | Dug Days                   |             |
| 2024 | Inside Out 2               | [ 3 ] [ 4 ] |

## Nominaciones
| Año  | Premio                                                   | Categoría                                     | Trabajo nominado | Resultado | Ref(s)      |
| ---- | -------------------------------------------------------- | --------------------------------------------- | ---------------- | --------- | ----------- |
| 2021 | Premios Annie                                            | Mejor producción animada infantil para TV     | Dug Days         | Nominado  | [ 5 ]       |
| 2024 | Premios de Música de Hollywood de Medios de Comunicación | Banda sonora original - Película de animación | Inside Out 2     | Nominado  | [ 6 ]       |
| 2025 | Premios de la Sociedad de Compositores y Letristas       | Premio David Raksin al Talento Emergente      | Inside Out 2     | Ganadora  | [ 7 ] [ 8 ] |